# نیروهای مسلح انقلابی کلمبیا
فارک (به اسپانیایی: FARC) با نام کامل نیروهای مسلح انقلابی کلمبیا، (به اسپانیایی: Fuerzas Armadas Revolucionarias de Colombia) یک سازمان چریکی انقلابی مارکسیست-لنینیستی است. دولت کلمبیا آن را گروهی تروریستی می‌داند.

## تاریخچه
نیروهای مسلح انقلابی کلمبیا در دهه ۱۹۶۰ (میلادی) به عنوان «شاخه مسلح» حزب کمونیست کلمبیا تشکیل شد. در دهه ۱۹۸۰ میلادی، با انتشار شواهدی مبنی بر دست‌داشتن این گروه در قاچاق مواد مخدر، فارک رسماً از حزب کمونیست کلمبیا جدا شد، اما به حیات چریکی خود ادامه داد.
مقام‌های دولت کلمبیا تخمین می‌زنند که سازمان فارک دارای کادری بالغ بر ۸ هزار چریک باشد.
در تاریخ ۳۱ ژانویه ۲۰۰۶ یکی از رهبران احتمالی این گروه با نام یاتی رودریگز در منطقه آلتو دلالینِآ دستگیر شد.
در تاریخ ۱ مارس ۲۰۰۸ طی عملیاتی، نیروهای ارتش و پلیس کلمبیایی در داخل خاک اکوادور، ۲۰ چریک این سازمان و از جمله رائول ری‌اس یکی از فرماندهان ارشد این گروه به قتل رسید. به گفته دولت کلمبیا، رائول ری‌اس سخنگو و یکی از مذاکره‌کنندگان ارشد فارک در عرصه بین‌المللی بود.
تا کنون بیش از ۱۷ هزار نفر در درگیری‌های بین فارک و دولت کشته شده‌اند.
خوان مانوئل سانتوس، رئیس‌جمهوری کلمبیا و رودریگو لوندونو، فرماندهٔ گروه فارک با یکدیگر در هاوانا دیدار و بر سر رسیدگی قضایی به جرائم اعضای فارک و جرائم صورت گرفته توسط نیروهای دولتی توافق کردند.

## صلح با دولت
مذاکرات صلح از ۲۶ اوت ۲۰۱۲ در هاوانا بین دولت کلمبیا و فارک آغاز شد و در ۲۵ اوت ۲۰۱۶ به پایان رسید. موافقتنامه‌ها حاوی اصلاحات روستایی، مشارکت سیاسی، آتش‌بس دوجانبه، راه حل مشکل مواد مخدر و سازوکار اجرا و ارزیابی صلح می‌باشند.
۲۶ سپتامبر ۲۰۱۶، رئیس‌جمهوری کلمبیا و رهبر گروه فارک «رودریگو لوندونو» (تیموشنکو)، با امضای یک توافقنامهٔ صلح به بیش از نیم قرن رویارویی خونین پایان دادند.
توافق انجام شده با دولت کلمبیاّ به موجودیت فارک به عنوان «یک گروه تروریستی» - پایان می‌دهد و از آن یک حزب سیاسی می‌سازد. مردم کلمبیا توافق صلح دولت این کشور با شورشیان چپگرای فارک را در یک رای‌گیری بسیار نزدیک رد کردند. همه‌پرسی در روز ۲ اکتبر ۲۰۱۶ برگزار گردید. نتایج نهایی همه‌پرسی نشان داد که ۵۰٫۲۲ درصد رای‌دهندگان بدون توجه به نظر خوان مانوئل سانتوس رئیس‌جمهوری این کشور، با این توافق مخالفت کردند. سیزده میلیون در رای‌گیری شرکت کردند و تفاوت آرا تنها شصت هزار رای بود.

## بازگشت رهبر فارک به کلمبیا
در ۲۲ اوت ۲۰۱۷ رودریگو لوندونو، رهبر فارک با انتشار پیامی اعلام کرد که برای شرکت در کنگره این گروه در تاریخ ۲۷ اوت تا اول سپتامبر جهت تشکیل یک حزب سیاسی از کوبا به کلمبیا بازگشته است. وی به دلیل بیماری در تاریخ ۲ ژوئیه۲۰۱۷ در بیمارستانی در شهر وییاویسنیو در کلمبیا بستری شد که متعاقباً برای ادامه معالجه به کوبا رفته بود.